# Homer la foudre
Homer la foudre (France) ou Homer au bâton (Québec) (Homer at the Bat) est le 16e épisode de la saison 3 de la série télévisée d'animation Les Simpson.

## Synopsis
Homer s'inscrit avec ses collègues à l'équipe corporative de softball de la centrale nucléaire. Il dévoile à Bart une batte qu'il a fabriquée lui-même, certain qu'il gagnera le tournoi avec. En effet, l'équipe gagne tous ses matchs. Puis un match est organisé entre la centrale de Springfield et celle de Shelbyville, et M. Burns mise 1 000 000 de dollars sur sa victoire. Il prend alors l'équipe en main et fait jouer des professionnels, ce qui relègue Homer sur le banc. Mais une suite d'évènements rocambolesques empêche tous les professionnels de l'équipe de jouer sauf celui qui est au poste d'Homer. Pour le match qui s'avère difficile, Burns fait appel à son génie tactique qui, étrangement, le pousse à faire jouer Homer pour le point décisif. Grâce à un coup de chance, Homer fait marquer le point et est donc porté en triomphe.